# Spanking the Monkey
Spanking the Monkey es una película estadounidense, del año 1994, protagonizada por Jeremy Davies y Alberta Watson. La película fue escrita y dirigida por el director estadounidense David O. Russell y fue el primer largometraje dirigido por este director, que anteriormente solo había dirigido dos cortometrajes. El título de la película (que traducido al español sería algo así como "Zurrando al mono") es un argot usado popularmente en los Estados Unidos para referirse a la masturbación.

## Argumento
La historia comienza un verano, cuando Raymond "Ray" Aibelli (Jeremy Davies), un joven que está acabando su formación académica profesional para convertirse en médico (está pendiente de obtener empleo para efectuar su pasantía), viaja de regreso a su ciudad natal. A regañadientes y muy contrariado, Raymond debe volver para ocuparse de su madre, Susan Aibelli (Alberta Watson), que ha sufrido una lesión en una pierna en un accidente casero y no puede valerse por sí misma de forma temporal. El padre de Raymond y marido de Susan, Tom Aibelli (Benjamin Hendrickson), trabaja de comercial de ventas viajante y por eso debe pasar largas temporadas fuera de casa vendiendo en distintas ciudades y no puede encargarse de cuidar a su mujer (aparte de que en realidad tiene poca disposición a hacerlo pues aprovecha sus viajes de negocios para tener aventuras con otras mujeres), y tampoco ha conseguido a alguien más que pueda hacerlo antes de su siguiente viaje.
Raymond está molesto porque ha presentado una solicitud para hacer la pasantía en un prestigioso centro hospitalario y teme perder una gran oportunidad en su vida, pues si lo seleccionan para el empleo tal vez no pueda acudir a tiempo por estar cuidando de su madre; además que se siente aburrido en su localidad natal de la que se marchó cuando comenzó en la universidad, y más todavía al tener que pasar casi todo el día encerrado en casa con su madre y encargándose del fatigoso trabajo de cuidarla. Hasta sus antiguos amigos de infancia y adolescencia le resultan un poco ajenos y molestos.
Por su parte su madre, Susan (una mujer aún joven y bastante hermosa), está deprimida porque es una mujer solitaria, atrapada en un matrimonio en el que hace tiempo dejó de haber pasión y amor, con un marido que es bastante indiferente con ella y por el que renunció a una prometedora carrera profesional para dedicarse a ser ama de casa; y al verse forzada a permanecer en casa todo el tiempo y dependiente de su hijo para todo, a Susan le aflora toda la decepción con su vida y la tristeza de su soledad.
Madre e hijo, deprimidos y molestos, al principio tienen una convivencia un tanto tensa o tirante; con Susan demandando constantemente la ayuda de su hijo, pues este tiene que hasta llevarla al baño, y Raymond agobiado y cada vez más harto. Los únicos consuelos de Raymond son masturbarse y un flirteo con una vecina menor de edad, Toni Peck (Carla Gallo), por la que se siente atraído.
Pero la situación comienza a cambiar cuando, como resultado de algunas de sus funciones de asistencia a su madre (por ejemplo, al ayudarla a bañarse en la ducha), Raymond empieza a sentirse atraído sexualmente por ella, aunque intenta negarlo y quitarlo de su cabeza; y Susan también comienza a experimentar una "dependencia" emocional extraña por su hijo, que más bien parece un enamoramiento. La creciente tensión sexual solapada entre madre e hijo finalmente termina con los dos teniendo una relación sexual incestuosa.
Posteriormente la historia da un giro dramático, con la madre y sobre todo el hijo sintiendo un fuerte complejo de culpa, que llevará a una desintegración familiar, y a un final oscuro causado por la imposibilidad de Raymond de soportar el remordimiento.
Aunque se supone que la película es una comedia negra la historia es más bien una tragicomedia en su primera parte, hasta que madre e hijo tienen sexo; y a partir de ahí la historia se convierte en un oscuro drama puro y duro, con un final casi trágico.

## Elenco
- Jeremy Davies como Raymond "Ray" Aibelli, un joven estudiante de medicina al que le falta solo la pasantía para obtener su acreditación como médico; Raymond se ve obligado a cuidar a su madre lesionada en una pierna en el momento más inoportuno, pero el contacto físico y la falta de intimidad con ella, el relativo aislamiento de los dos en casa y la insatisfacción emocional de ella los llevara a cometer incesto. Luego un atormentado Raymond no podrá soportar las consecuencias emocionales de su acto y eso lo llevará a tomar una decisión trágica.
- Alberta Watson como Susan Aibelli, una hermosa mujer que ronda los cuarenta años de edad; hace muchos años renunció a seguir una carrera profesional para dedicarse en exclusiva a ser ama de casa, pero ahora es una mujer solitaria y frustrada, que no encuentra amor y comprensión en su matrimonio, y está sumida en una depresión. Un accidente la ha dejado temporalmente lisiada y eso agrava su situación, pero la cercanía física con su hijo (que ejerce de su enfermero) la llevará a cometer incesto con él y eso desatará una tormenta emocional de graves consecuencias.
- Benjamin Hendrickson como Tom Aibelli, el desaprensivo marido de Susan y padre de Raymond; un hombre egoísta indiferente a los sentimientos de su mujer y de su hijo, un tanto autoritario con ellos, y que aprovecha su trabajo de vendedor itinerante que lo lleva a viajar por varias ciudades para ser infiel gozando de aventuras sexuales efímeras.
- Carla Gallo como Toni Peck, una vecina menor de edad con la que Raymond sostiene un flirteo platónico, aunque el deseo de él es llegar a tener una relación sexual con ella.

## Producción
La película fue de muy bajo presupuesto para los parámetros de la industria del cine estadounidense, pues tuvo un presupuesto de solo 200.000 dólares estadounidenses. Para ésta su ópera prima, David O. Russell tuvo alguna dificultad para conseguir a su protagonista femenina, la madre incestuosa, probablemente por lo polémico del tema del incesto voluntario o consensuado; Susan Sarandon, Jessica Lange y otras actrices rechazaron el papel antes de que la actriz canadiense Alberta Watson terminara aceptándolo. Al respecto Alberta Watson declaró: «Lo tomé porque era todo un desafío. Y no soy un nombre con una imagen que proteger. El tema era el incesto. No me asusta en absoluto. Aproveché el personaje e hice algo. Ella era una mujer profundamente perturbada con una montaña rusa de emociones. Su hijo visita para el verano y ella está escayolada con una pierna rota, y las cosas se salen de control.»
El film fue filmado en Pawling, una localidad del estado de Nueva York. Una selección de canciones del álbum "Cure for Pain" de Morphine, una banda musical de Rock alternativo, son usadas a lo largo de toda la película; incluido el tema "In Spite of Me" que suena cuando se van sucediendo los créditos al final de la película. 
La película fue distribuida en Estados Unidos por Fine Line Features, una división especial de New Line Cinema; y en el Reino Unido e Irlanda por Axiom Films.

## Recepción
La película tuvo una recaudación en taquilla más bien modesta, de 1,3 millones de dólares, pero que aun así permitió recuperar la inversión y obtener beneficios.
El film fue bien recibido por una parte de la crítica y fue galardonado en el Festival de Cine de Sundance (el más prestigioso festival cinematográfico dedicado en exclusiva al cine independiente) con el Audience Award Dramatic (Premio Dramático del Público).  
La película también fue premiada en los Premios Independent Spirit de 1994 con dos galardones, el Independent Spirit Award a la mejor ópera prima y el Independent Spirit Award al mejor guion de ópera prima que fueron otorgados a David O. Russell y al productor Dean Silvers en el caso del primer premio, y solamente a Russell en el caso del segundo.